# AmpX²
ampX² (ранее CX.com) — облачный сервис хранения данных, принадлежавший компании ampX² Inc., позволявший добавлять файлы на сервер и делиться ими с другими пользователями в интернете. Работа сервиса была построена на синхронизации данных.
В ноябре 2016 доменное имя ampx2.com было удалено, а в январе 2017 вновь зарегистрировано. В 2017—2018 годах по адресу сервиса располагался японский сайт о восстановлении волос. В марте 2018 доменное имя ampx2.com было удалено и по состоянию на 28 октября 2021 года больше не регистрировалось.

## Возможности
ampX² позволял пользователю размещать файлы на удалённых серверах при помощи клиента или с использованием веб-интерфейса через браузер. При установке клиентского программного обеспечения ampX² на компьютере создавалась синхронизируемая папка. При необходимости можно было синхронизировать любое количество папок. Папку можно было сделать разделяемой (shareable). Это значило, что такая папка будет доступна для публичного использования. Существовали официальные клиенты для таких платформ, как Windows, Mac OS, iOS, Android. Сервис предлагал для бесплатного использования 10 ГБ, но с помощью рефералов это значение можно было увеличить до 16 ГБ. Отличительной особенностью сервиса являлась возможность группового использования. Эта функция была полезна для удалённой работы нескольких человек или коллектива над одним проектом.

## Интересные факты
Одним из инвесторов сервиса ampX² является Эрик Шмидт - председатель совета директоров компании Google.